# Иннерёй
Иннерёй (норв. Inderøy) — коммуна в губернии Нур-Трёнделаг в Норвегии. Административный центр коммуны — город Стрёумен. Официальный язык коммуны — нейтральный. Население коммуны на 2007 год составляло 5836 чел. Площадь коммуны Иннерёй — 145,82 км², код-идентификатор — 1729.

## История населения коммуны
Население коммуны за последние 60 лет.

Статистика коммуны Иннерёй